# Pere Cabra
Pere Cabra (Mataró, 1963) és un escriptor català.

## Biografia
Pere Cabra és comunicador audiovisual. Col·labora com a periodista en diversos blogs a la Xarxa.

## Llibres
- Oh, sí! Oh, sí!, novel·la, SetzeVents Editorial, Urús 2009
- Pizza, novel·la, SetzeVents Editorial, Urús 2008
- Koan, assaig, SetzeVents Editorial, Urús 2008
- BlueJeans, novel·la, SetzeVents Editorial, Urús 2008
- La fuerza del mundo, MTM, Barcelona 2004 (en castellà)